# Kielce Główne

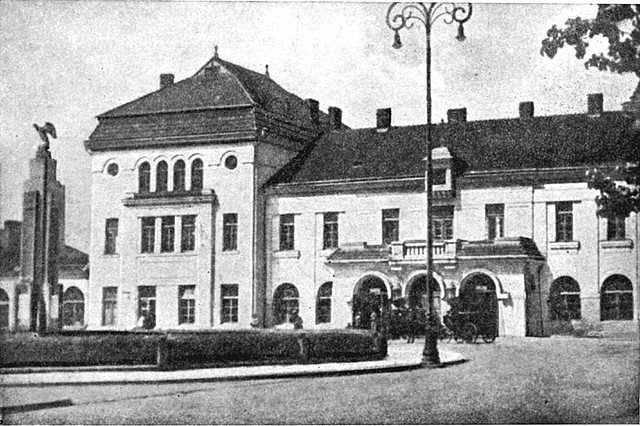
Dworzec kolejowy w latach międzywojennych

Kielce Główne (do roku 2023 pod nazwą Kielce) – najważniejsza stacja kolejowa Kielc znajdująca się w centrum miasta. Znajduje się na niej modernistyczny dworzec kolejowy oddany do użytku w 1971 roku, w latach 2022–2023 przebudowywany.

## Ruch pasażerski
| Rok  | Wymiana roczna | Wymiana pasażerska na dobę | miejsce w Polsce |
| ---- | -------------- | -------------------------- | ---------------- |
| 2017 | 1 970 000      | 4900                       | 51               |
| 2018 | 1 970 000      | 5400                       | 46               |
| 2019 | 2 120 000      | 5800                       | 47               |
| 2020 | 1 320 000      | 3600                       | 49               |
| 2021 | 1 680 000      | 4600                       | 46               |
| 2022 | 2 482 000      | 6800                       | 46               |
| 2023 | 2 810 500      | 7700                       |                  |

## Położenie
Krzyżują się tutaj tory prowadzące do Warszawy, Krakowa oraz Częstochowy. Według klasyfikacji PKP ma kategorię dworca wojewódzkiego. Położona jest pomiędzy ulicami Żelazną i Romualda Mielczarskiego. Przed budynkiem dworca znajduje się plac Niepodległości wraz ze stojącym tu Pomnikiem Niepodległości. Do placu dochodzi ulica Henryka Sienkiewicza, będąca głównym deptakiem miasta. Pod dworcem przechodzi tunel dla pieszych łączący ulice Sienkiewicza i Mielczarskiego wraz z budynkiem stacji i peronami.
Niedaleko dworca kolejowego znajduje się główny dworzec autobusowy, który został oddany do użytku ponownie w 2020 roku po przebudowie.
Plac Niepodległości przed dworcem jest punktem początkowym  czerwonego szlaku miejskiego prowadzącego przez zabytkowe i ciekawe turystycznie miejsca miasta Kielce.

## Komunikacja miejska
W okolicy dworca kolejowego (dokładnie przy ul. Żelaznej) znajdują się 3 przystanki obsługiwane łącznie przez 14 linii autobusowych (0Z, 5, 13, 33, 34, 44, 45, 46, 50, 51, 54, 114, N1, N2). Ponadto w niedalekich odległościach znajdują się jedne z największych przystanków w Kielcach pod względem liczby przyjeżdżających linii autobusowych – przy ulicach Żytniej i Czarnowskiej (wraz z dworcem autobusowym), które są głównymi miejscami przesiadkowymi w mieście.

## Historia
Historia dworca sięga 1885 roku, kiedy to 25 stycznia nastąpiło jego otwarcie połączone z uruchomieniem Iwangorodzko-Dąbrowskiej Linii Kolejowej. Podczas I wojny światowej Rosjanie wysadzili go częściowo w powietrze, lecz dworzec niedługo później został odbudowany przez okupujących miasto Austriaków w nieco zmienionej formie. Między innymi wtedy gmach dworca przykryto wysokim łamanym dachem pokrytym dachówką. Podczas wojny w 1939 roku uszkodzone zostało jedno ze skrzydeł i część frontowa od strony torów. Uszkodzenie usunęli Niemcy, usuwając przy okazji z elewacji detal i zmieniając kształt okien. Budynek w tej formie istniał do 1966 roku.
W roku 1971 oddano do użytku nowy budynek dworca o większej funkcjonalności od poprzedniej budowli. Charakteryzował się przeszkloną częścią centralną i dwoma symetrycznymi skrzydłami. Został on zbudowany w latach 1965–1971 w stylu modernistycznym, według projektu Jerzego Bortkiewicza z Biura Projektów Kolejowych w Lublinie. Nowy dworzec połączony został z peronami za pomocą tunelu pod torami.
24 stycznia 2022 roku doszło do podpisania umowy na przebudowę i modernizację dworca. Do 2023 roku dworzec miał przejść całkowitą modernizację. Koszt inwestycji miał pierwotnie wynieść 44,21 mln zł, jednak 29 marca 2023 roku ogłoszono, że koszt remontu będzie o 7 mln zł droższy. W czerwcu 2022 roku rozpoczęto przebudowę, wyburzając część środkową, w której znajdowała się poczekalnia i kasy, a także wyburzono wnętrze skrzydeł. Bryła budynku i styl architektoniczny nie uległy zmianie, natomiast zyskał nową funkcjonalność i większą dostępność dla podróżnych. Powiększeniu miała ulec przestrzeń handlowo-usługowa i biurowa, a tunel miał zyskać windy. Dworzec został otwarty 15 grudnia 2023 roku.
20 kwietnia 2023 roku ogłoszono przetarg na remont peronu nr 1, który znajduje się najbliżej budynku dworcowego. 
We wrześniu 2021 roku Rada Miasta przegłosowała jednomyślnie zmianę nazwy stacji z „Kielce” na „Kielce Główne”. Zmiana formalnie weszła w życie w grudniu 2023 roku. 2 sierpnia 2023 roku ustawiono na dachu budynku dworca logo PKP oraz napis z nową przyjętą nazwą stacji „Kielce Główne”. 24 października 2023 roku na remontowanym wraz z dworcem peronie nr 1 zamontowano tablice z nową nazwą stacji „Kielce Główne”. Pierwsze pociągi na wyremontowany peron przyjechały 29 grudnia tegoż roku.
15 grudnia 2023 zakończono trwający prawie 2 lata remont. Modernistyczny budynek uzyskał w centralnej części przeszkloną elewację, a skrzydła wykończenie szkłem i piaskowcem. Głównym pomieszczeniem wnętrza jest hol o powierzchni ok. 500 m² pełniący także funkcję poczekalni, natomiast wyższe kondygnacje i skrzydła budynku przeznaczone są na biura.
Znajdujący się przed budynkiem dworca plac uzyskał nazwę pl. Niepodległości, która została nadana mu przez prezydenta Ignacego Mościckiego w związku z odsłonięciem Pomnika Niepodległości w dniu 11 listopada 1929 roku. W 1939 roku pomnik został zniszczony przez hitlerowców, a jego obecny postument, będący powiększoną kopią poprzedniego, został uroczyście odsłonięty 11 listopada 2002 roku.
W ścianie budynku dworca znajduje się odsłonięta w 1995 roku tablica upamiętniająca wkroczenie strzelców Piłsudskiego, będąca repliką tablicy umieszczonej tu w dwudziestolecie tamtego wydarzenia.

## Galeria

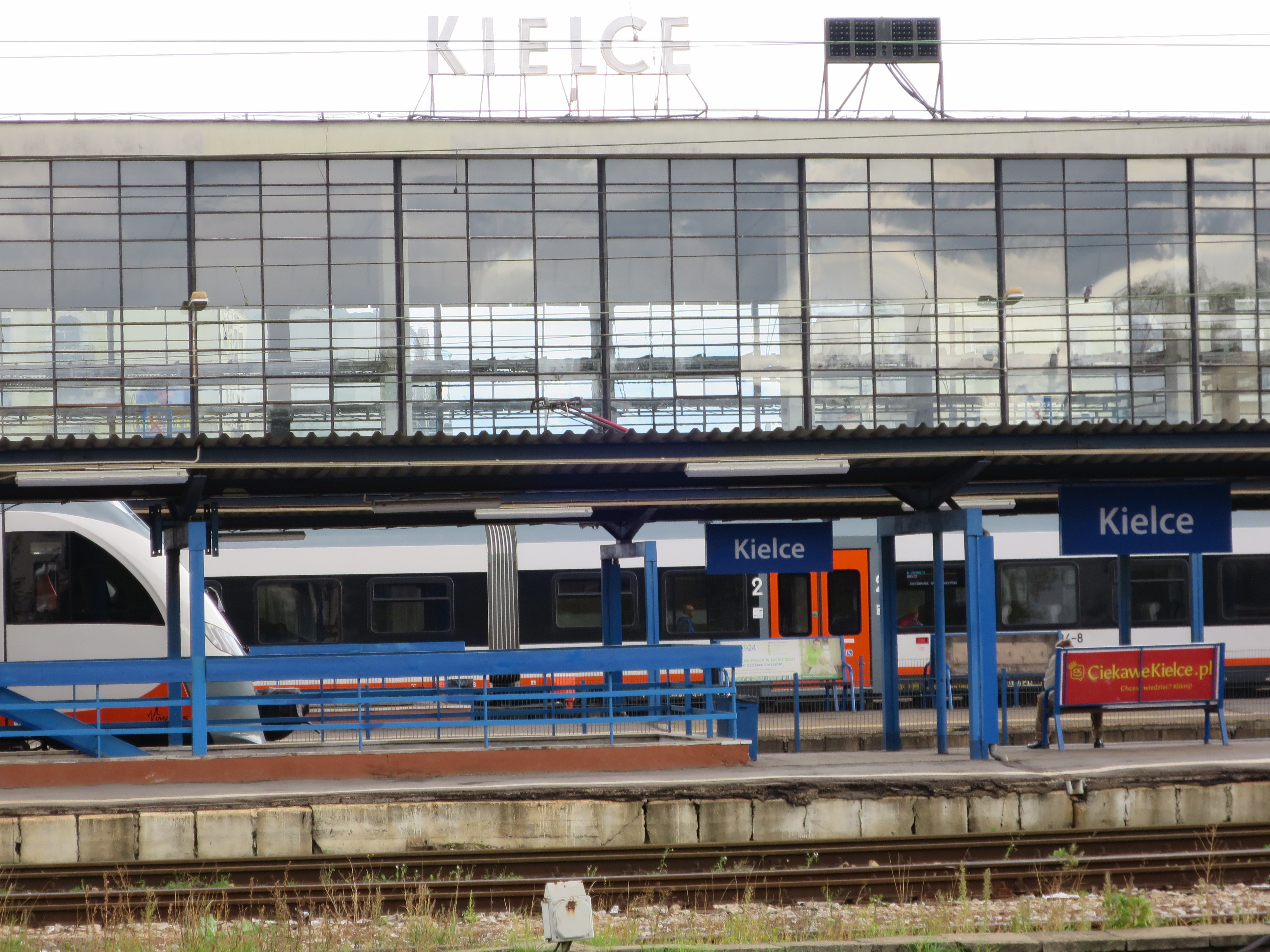
Perony
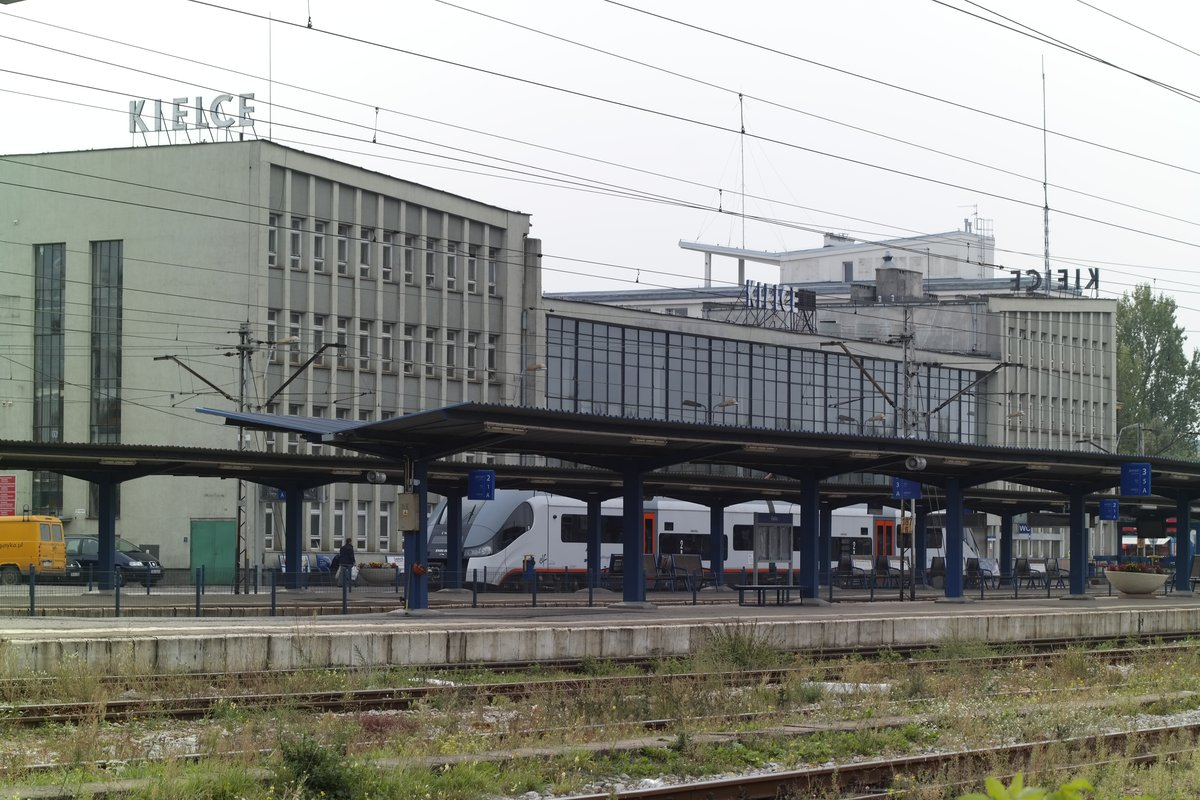
Dworzec od strony peronów
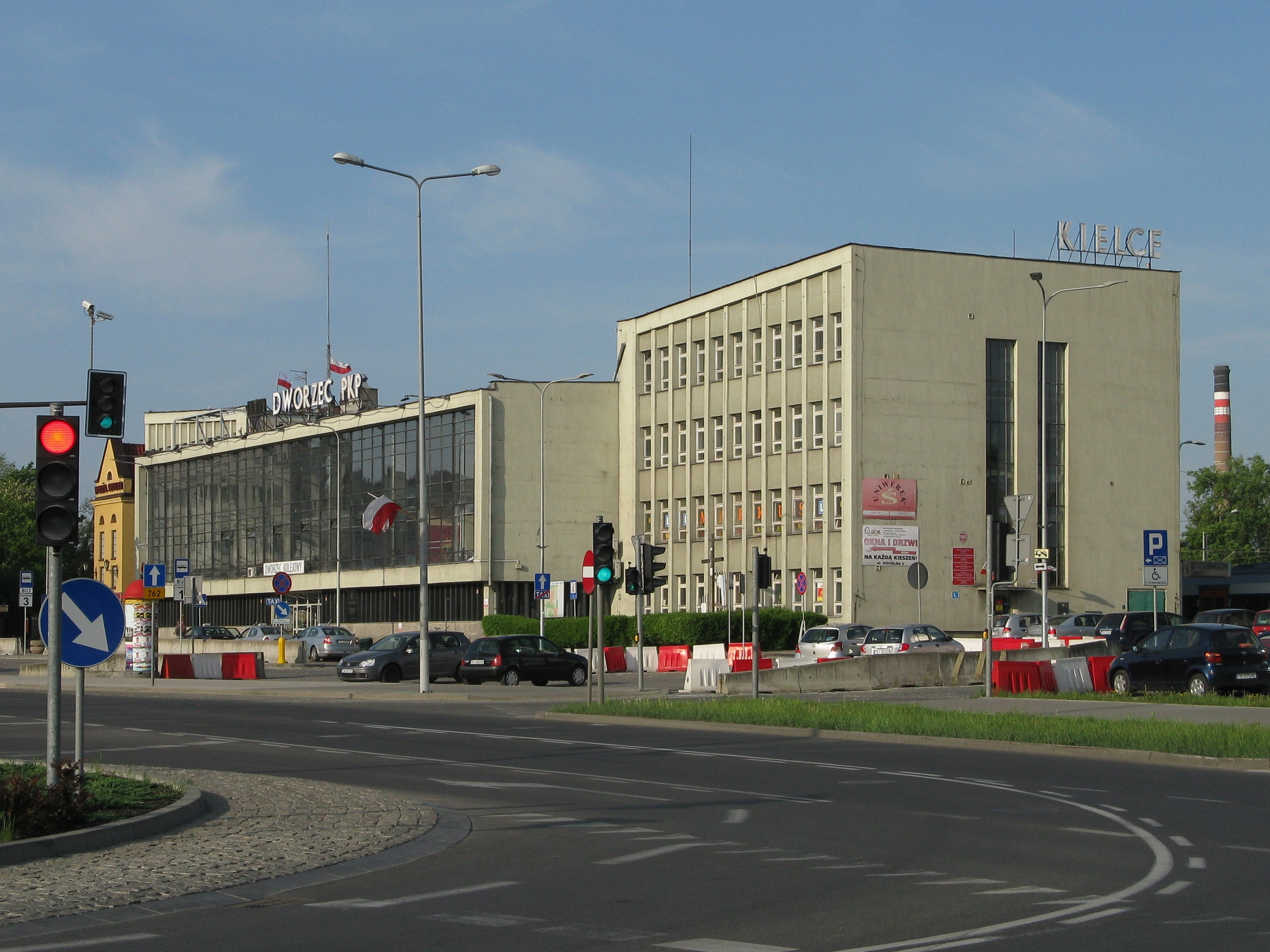
Dworzec w 2018 roku
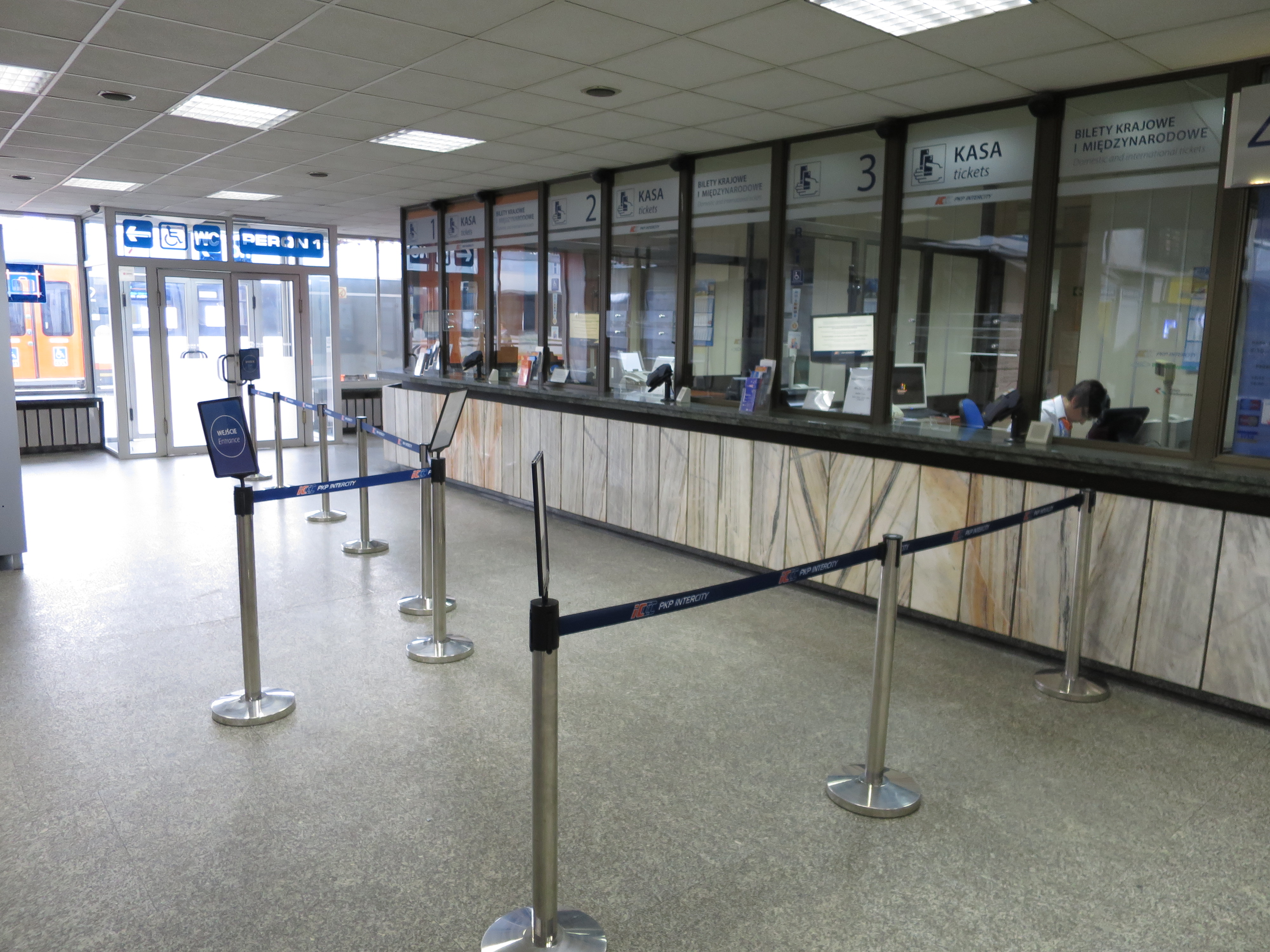
Kasy
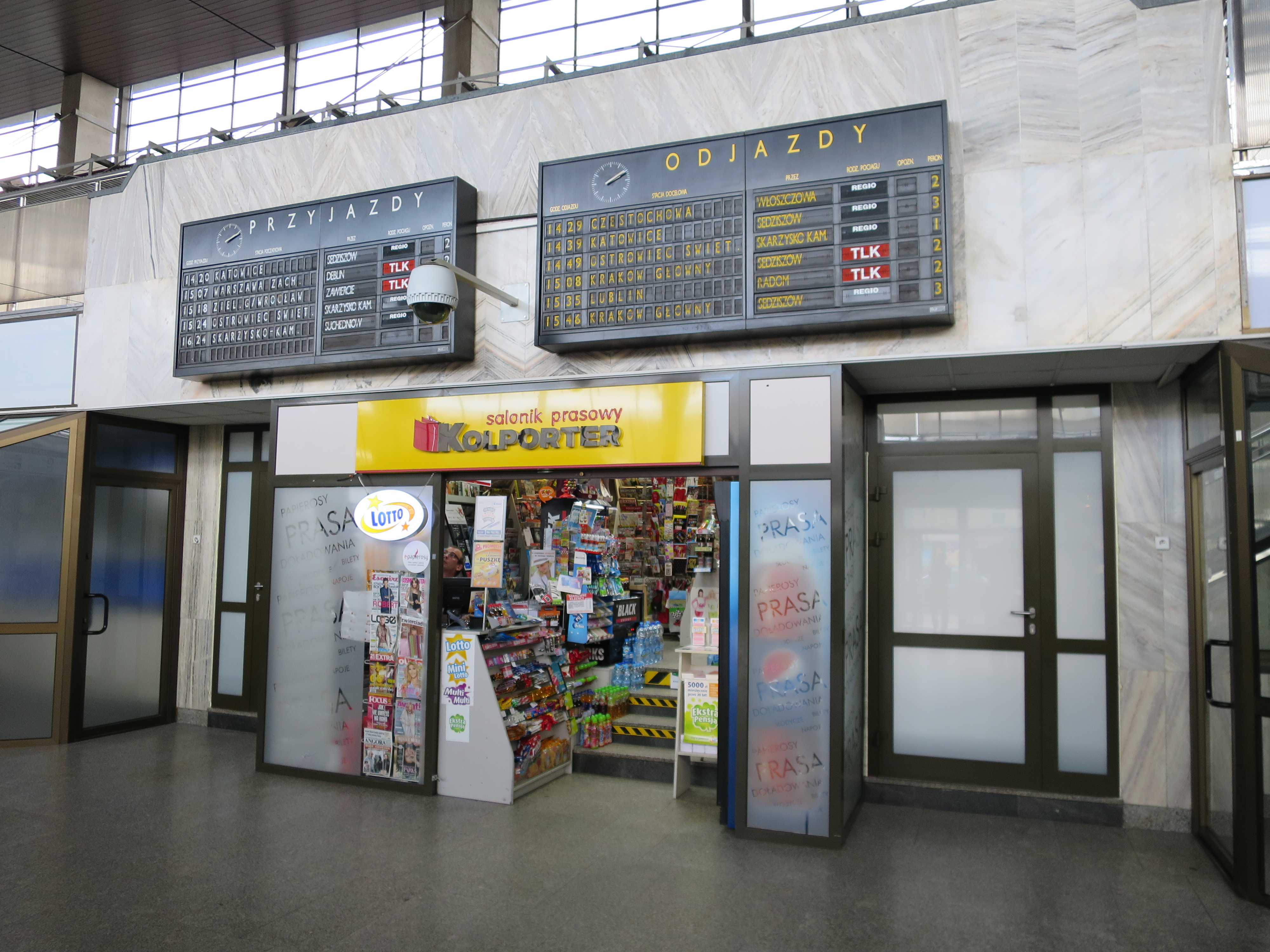
Tablice informacyjne
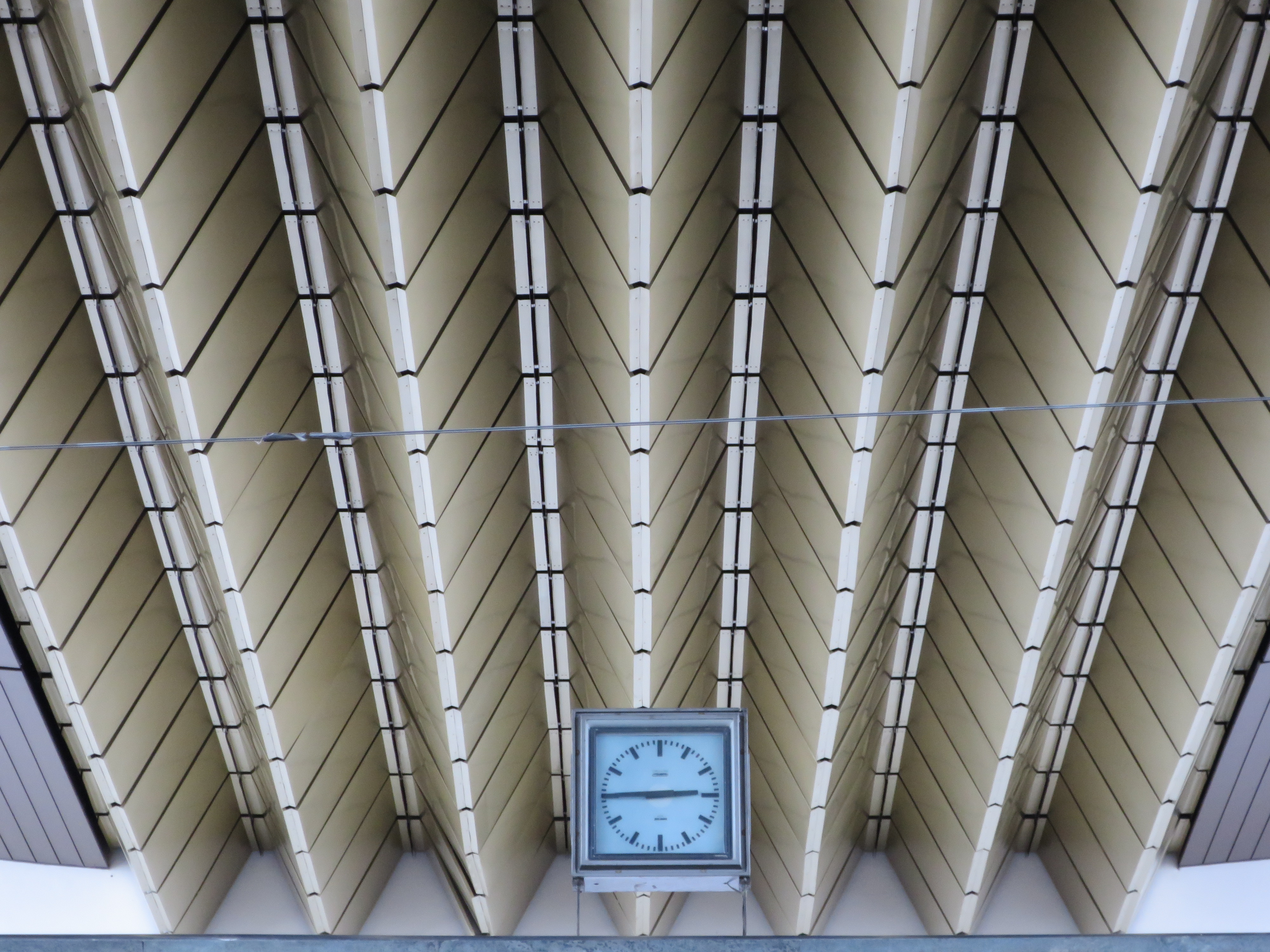
Sufit na dworcu
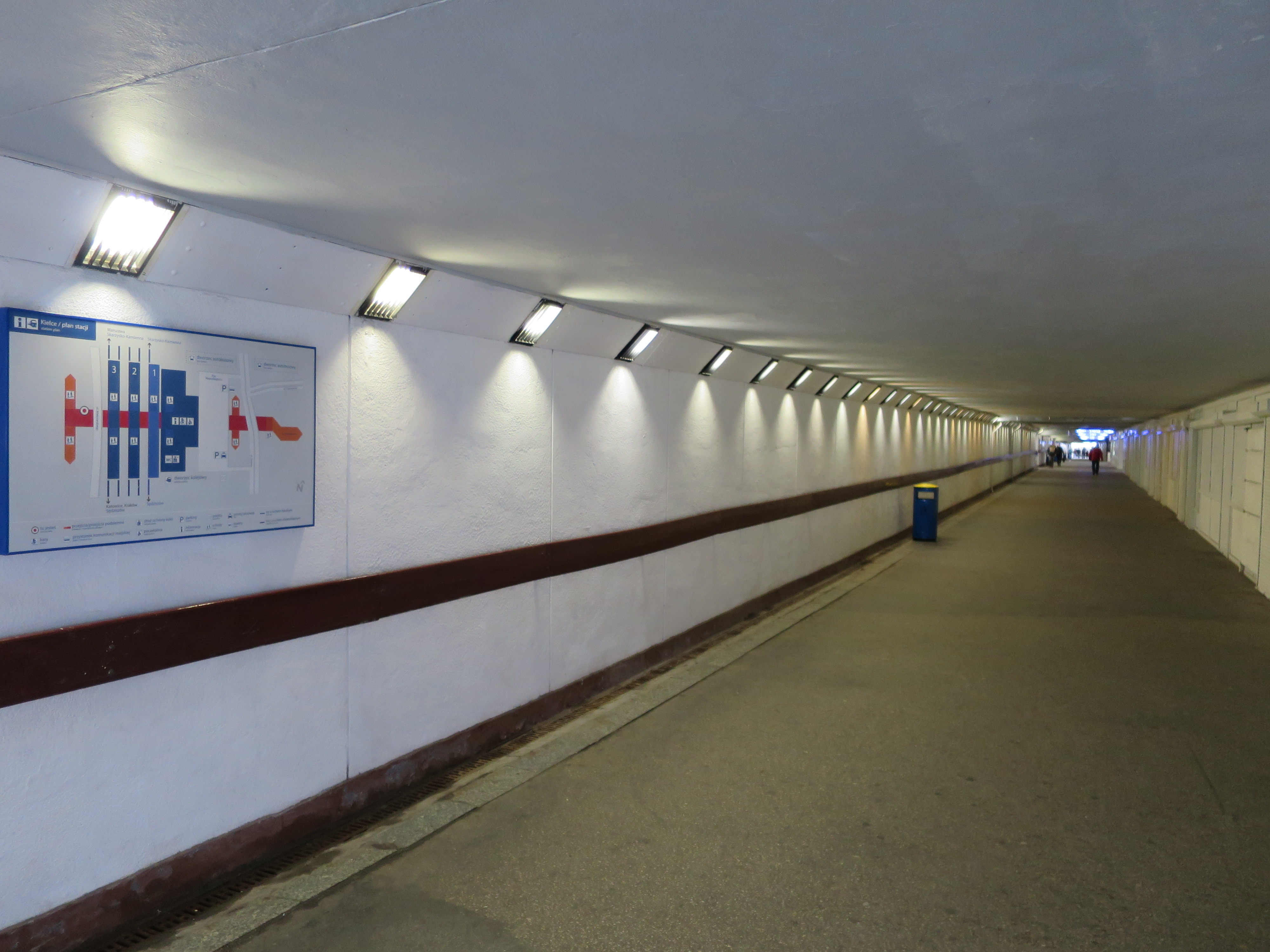
Tunel pod torami
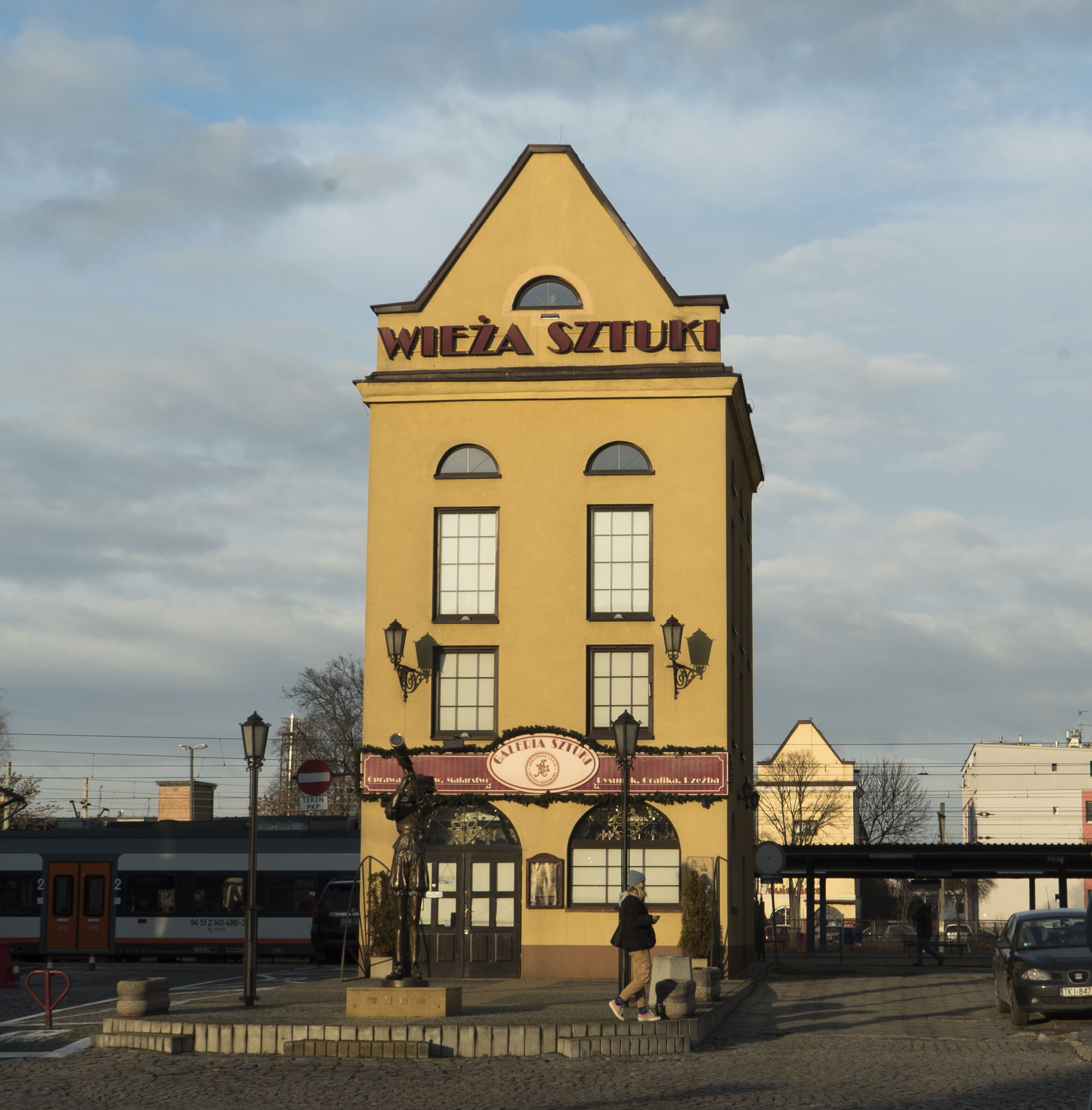
Wieża obok dworca – dawna kładka nad torami
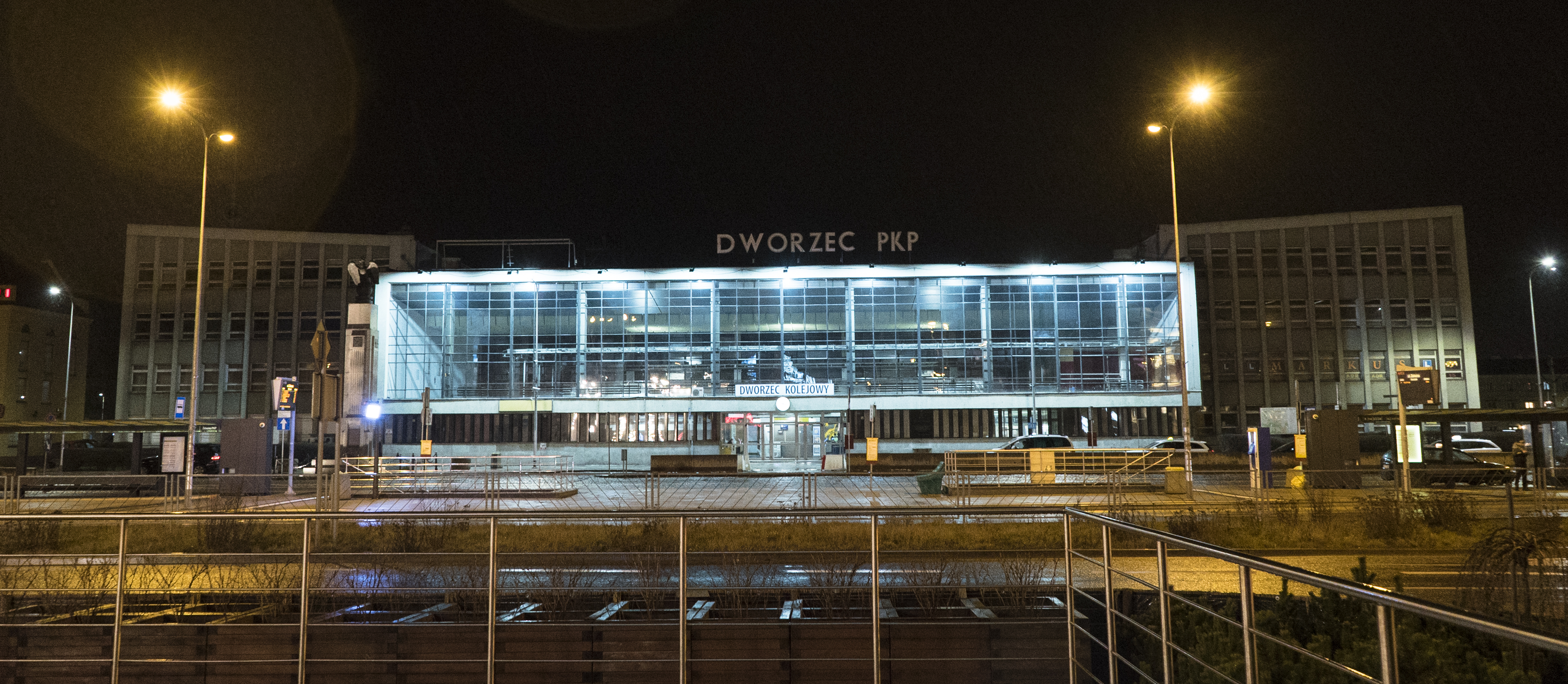
Budynek dworca nocą
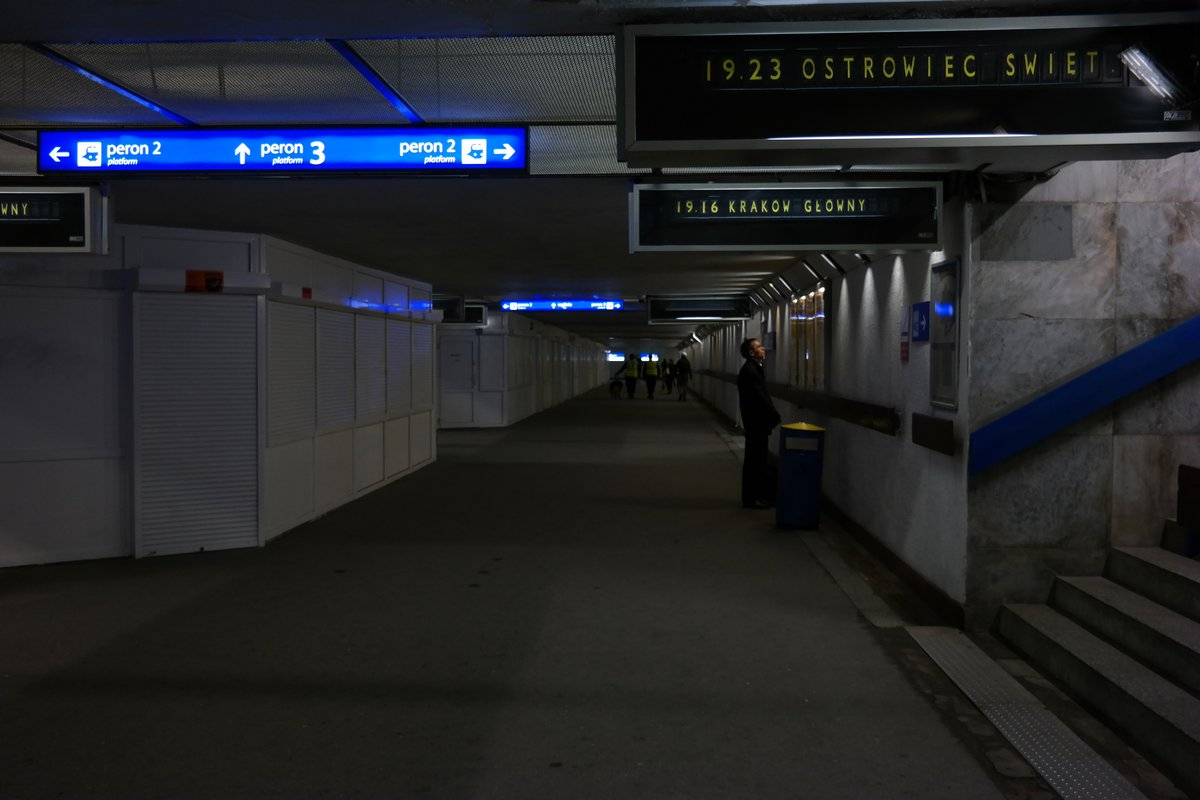
Przejście podziemne